# Stefko Veličkov
Stefko Veličkov (in bulgaro Стефко Величков?, traslitterazione anglosassone: Stefko Velichkov; 15 agosto 1949) è un ex calciatore bulgaro, di ruolo difensore.

## Carriera
Con la Nazionale bulgara ha preso parte ai Mondiali 1974.